# Citroën Kégresse

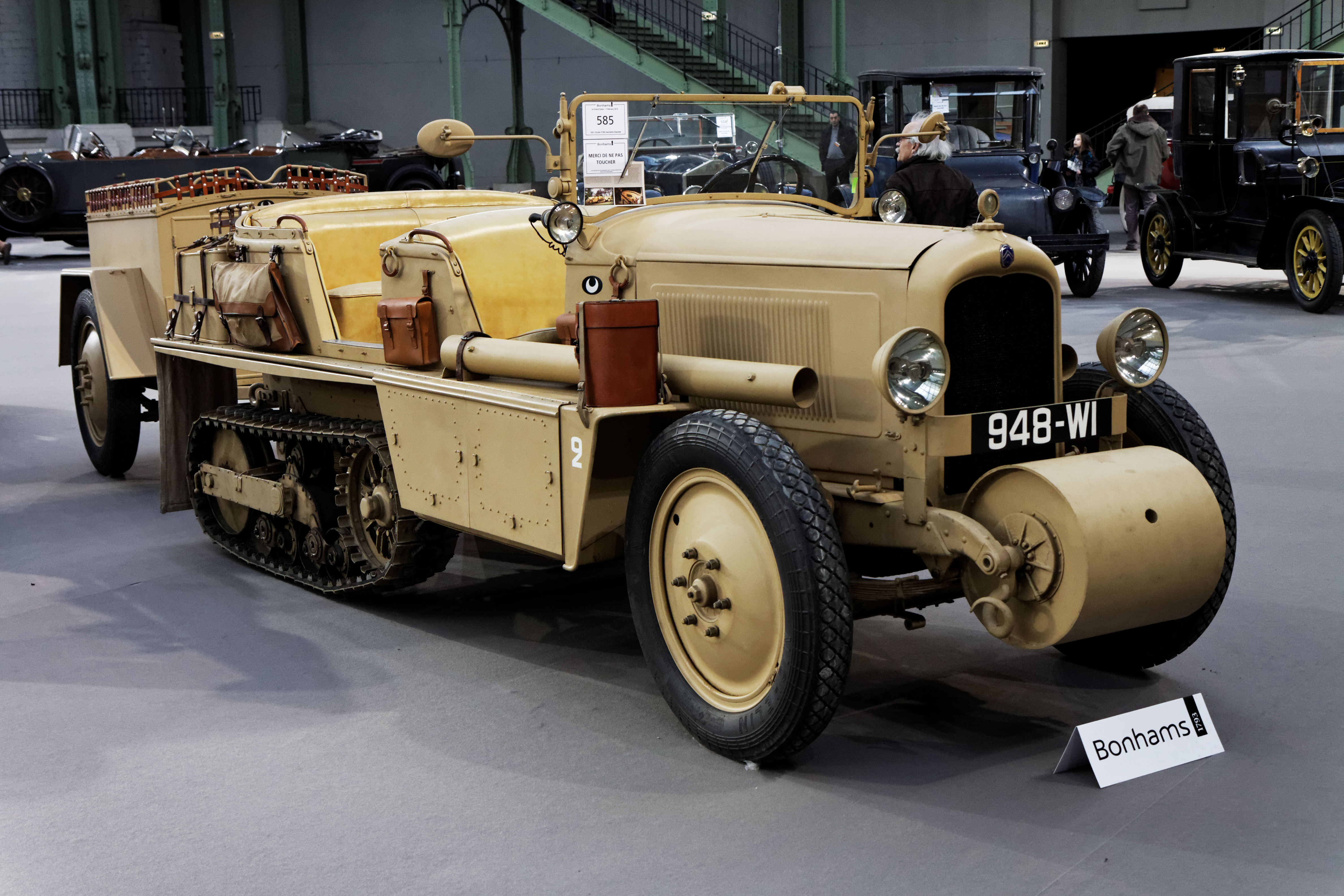
Citroën P19B chenillette Kégresse — 1931

Citroën Kégresse — це одна з перших серій напівгусеничних машин, розроблених у співпраці між автомобільним виробником Citroën і винахідником Адольфом Кегрессом. Передні колеса автогусеничного транспортного засобу керують, а задні гусениці забезпечують тягу.

## Історія
У 1921 році Андре Сітроен об'єднався з Адольфом Кегрессом і Жаком Енстеном, співвласниками патенту, щоб адаптувати їхній гусеничний привід до автомобілів Citroën. Транспортні засоби з приводом Kégresse вироблялися Citroën до 1937 року, а потім Unic — до 1940 року. За цей період система вдосконалювалася, зберігаючи оригінальний принцип. Модифікації стосувалися приводу гусениці та її підсилення металевими пластинами та гумовими блоками.

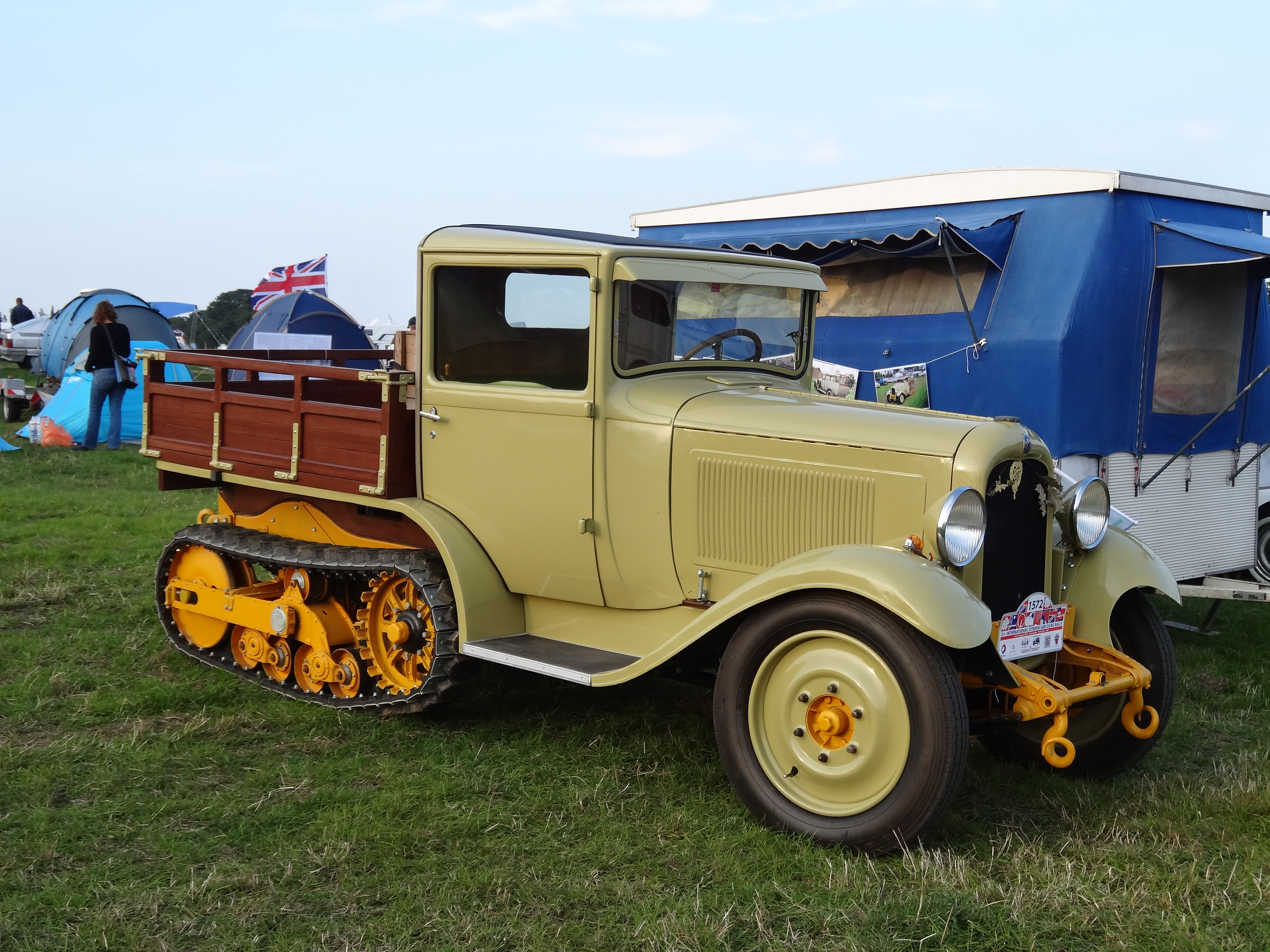
Citroën P17C 1933 року

Автогусеничні машини Citroën-Kégresse використовувалися в чотирьох експедиціях, організованих Андре Сітроеном: Traversée du Sahara (1923), Чорний рейд (28 жовтня 1924 - 26 червня 1925), Жовтий рейд (4 квітня 1931 - 12 лютого 1932, моделі P17, P14 і P21) та Білий рейд (4 липня 1934 - 24 жовтня 1934).

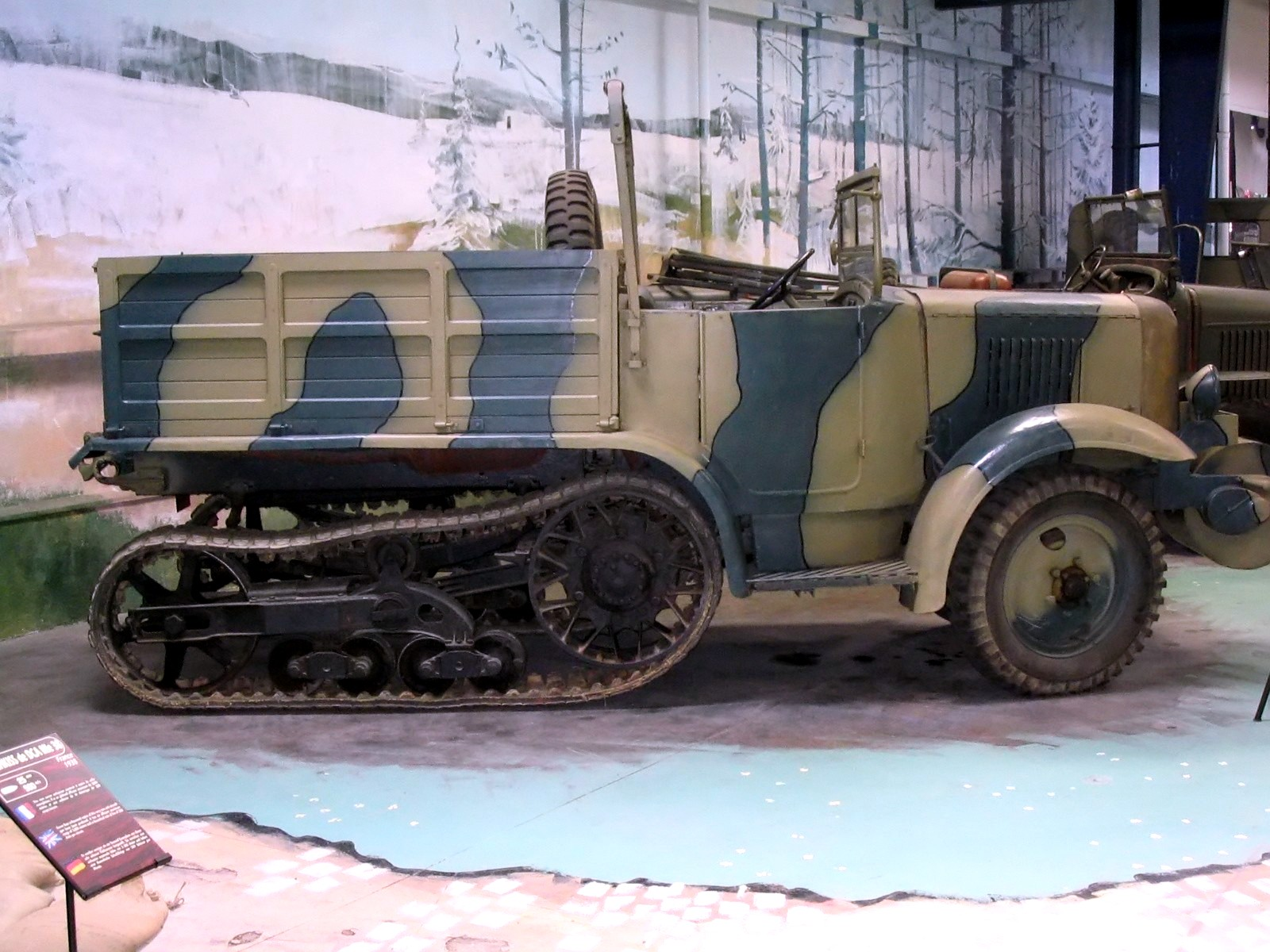
Citroën/Unic P107

Французька армія прийняла на озброєння Citroën-Kégresse P1T (1922), P4T (1924), P7T (1925), P7 bis (1927), P14 (1926–40), P17 (1929–34), P19 (1929–35) та Citroën-Kégresse P104 (1933) у великій кількості для механізації піхоти та артилерії, а також бронеавтомобілі Citroën-Kégresse M23 (1923) і P28 (1931). Модель Citroën P107, створена в 1935 році, стала наступником P17 для буксирування 75-мм гармат. Її виробляли Citroën, а згодом — Unic після банкрутства Citroën, у кількості 3276 одиниць до 1940 року. Вермахт захопив багато машин після битви за Францію і використав під назвою leichter Zugkraftwagen P107 (f).
Технічні служби армії США випробовували P17 і були задоволені результатами. Компанія James Cunningham, Son and Company купила ліцензію Kégresse і створила Half Track Car T1 (1932). Інші виробники також перейняли технологію, згодом розробивши такі моделі, як M2/M3. Польська армія закупила близько сотні напівгусеничних Citroën Kégresse між 1931 і 1933 роками.